# Diego Gutiérrez (musicien)
Pour les articles homonymes, voir Diego Gutiérrez et Gutiérrez.
Diego Gutiérrez, né à Ciego de Ávila le 25 septembre 1974, est un auteur-compositeur-interprète cubain. Dans son œuvre, ils se mêlent des éléments de la Nueva Trova, le pop latin, les différents genres et rythmes de son pays, ainsi que le folk, World Music et le rock. En 2018, il est nommé pour son album Palante el Mambo! dans la 19e Latin Grammy Awards dans la catégorie Best Tropical Fusion Album.

## Biographie
Diego Gutiérrez naît en 1974 dans la Province de Ciego de Ávila, où il passe son enfance et son adolescence. Il y apprend de façon autodidacte à jouer de la guitare et à chanter les classiques de la Trova Traditionnelle Cubaine et de la Nueva Trova. Dès son enfance, il est influencé par la musique populaire qu'il écoute sur de vieux vinyles, héritage qui marquera ses compositions à venir.
Il commence à écrire ses premières compositions à l'Université Marta-Abreu de Las Villas, au sein de laquelle il trouve un mouvement culturel qui l'inspire et le stimule à poursuivre sa carrière musicale, tout en étudiant l'anglais et la littérature anglaise dans la même université. Il se fait d'abord connaître dans des festivals d'amateurs, dans lesquels il obtient quelques récompenses, et ensuite dans des récitals et des tournées partout à Cuba.
En 1997 il fonde avec d'autres troubadours, le club de chanson d'auteur La Trovuntivitis en El Mejunje (en anglais), lieu emblématique de Santa Clara, d'où sortira une nouvelle génération d'auteurs-compositeurs-interprètes et son Festival annuel “Longina”.
Il est invité à partager la scène de concerts d'auteurs-compositeurs-interprètes comme Manu Chao, David Torrens, Frank Delgado, Santiago Feliú et Carlos Varela, entre autres. Dans ses disques, des instrumentistes notables participe, apportant chacun ses savoirs à l'œuvre du chanteur-compositeur.
En 2006 il enregistre son premier album,De cero  (Unicornio, Abdala Productions ) qu'a reçu trois nominations et deux Prix Cubadisco.
Il participe comme artiste invité au Festival Mondial de la Jeunesse et des Étudiants à Alger en 2001 et à Caracas en 2005. Il participe en 2009 au festival international d'auteurs-compositeurs-interprètes Barnasants à Barcelone et se produit sur diverses scènes de la ville. Il donne ensuite une série de concerts à Valence, Séville et Madrid.
En 2015 il est récompensé par le Prix du programme télévisuel Cuerda Viva , qui promeut la musique alternative, dans la catégorie Trova.
Pour son deuxième album Palante el Mambo!, il reçoit le Prix Cubadisco et une nomination aux Latin Grammy Awards en 2018.
En 2019 il lance son troisième album de studio intitulé Piloto automático , qui comprend une collaboration de David Torrens, et d'autres invités.
Il met en musique les poèmes de plusieurs écrivains de Villa Clara, devenant l'un des gagnants du concours Del verso a la canción (Du vers à la chanson), organisé par le Centre Culturel Pablo de la Torriente Brau. En 2021, il en fait son quatrième disque avec le titre Viaje al Centro de la Tierra (EGREM). Pour promouvoir ce travail, il est invité à le présenter à la Foire du Livre de Montevideo, Uruguay en 2019 et à la Feria Internacional del Libro de Buenos Aires en 2022.
Ses chansons apparaissent dans différentes anthologies et sont interprétées et enregistrées par divers interprètes.
Combiné à son style et sa performance, Diego Gutiérrez met l'accent sur ses textes et sa vision personnelle de la tradition poétique et musicale de son pays.
Il est membre de l'Academia Latina de Artes y Ciencias de la Grabación.

## Discographie

### Albums studio
- 2006 : De cero
- 2018 : Palante el Mambo![16]
- 2019 : Piloto automático[17]
- 2021 : Viaje al Centro de la Tierra[18]

### Album live
- 2008 : Demasiado Diego. Enregistré en direct dans le Centre Pablo de la Torriente Brau , La Havane.

### Disques collectifs et anthologies
- 2001 : Trov@nónima.cu[19]
- 2003 : Acabo de soñar[20] Poèmes de José Martí par des jeunes trovadores cubains.
- 2005 : A guitarra limpia. Antología 4[21](Œuvre collective)
- 2006 : Te doy una canción[22]Vol.1. Concerte hommage à Silvio Rodríguez
- 2007 : Décimas del gato Simón[23] Dixièmes de Josefina de Diego.
- 2009 : Del verso a la canción. Divers artistes.
- 2018 : La Trovuntivitis.
- 2022 : La Nueva Trova y más. 50 años. Vol. 9[24]

## Prix et nominations
- Les Latin Grammy Awards sont attribués annuellement par l'Académie Latine d'Arts et Sciences de l'Enregistrement aux États-Unis.

| Œuvre nommée      | Prix             | Résultat |
| ----------------- | ---------------- | -------- |
| Palante el Mambo! | Fusion Tropicale | Nommé    |

- La Foire internationale Cubadisco est le majeur événement discográfico de Cuba et ses prix sont attribués annuellement.

| An   | Œuvre nommée                           | Prix                                      | Résultat                                     |
| ---- | -------------------------------------- | ----------------------------------------- | -------------------------------------------- |
| 2007 | De cero                                | Opéra premier *Trova-pop-rock * Vidéoclip | Gagnant *Trova-Pop-Rock *Meilleur Video Clip |
| 2008 | Demasiado Diego (en direct)            | Trova                                     | Nommé                                        |
| 2009 | Du vers à la chanson (divers artistes) | * Remarques pour le album * Trova         | Gagnant * Remarques pour le album * Trova    |
| 2018 | Palante el Mambo!                      | Fusion                                    | Gagnant                                      |
| 2021 | Piloto automático                      | Trova-Pop-Rock                            | Nommé                                        |

- Les Prix Lucas est le plus important festival de l'audiovisuel national, où il se reconnaît annuellement les videos clips plus excellents produits par des réalisateurs du pays dans les différentes catégories.

| An   | Œuvre nommée                 | Prix                                                                 | Résultat                                                   |
| ---- | ---------------------------- | -------------------------------------------------------------------- | ---------------------------------------------------------- |
| 2015 | El cinematógrafo (Vidéoclip) | * Trova - Effets visuels - Direction d'Art - Opera prima - Animation | Gagnant * Meilleur video Trova *Mieux video effets visuels |